# Maarten Vandevoordt
Maarten Vandevoordt (ur. 26 lutego 2002 w Sint-Truiden) – belgijski piłkarz grający na pozycji bramkarza Od 2011 jest zawodnikiem klubu KRC Genk.

## Kariera klubowa
Swoją karierę piłkarską Vandevoordt rozpoczynał w juniorach takich klubów jak: VV Brustem (2007-2009, 2009-2011), Sint-Truidense VV (2009) i KRC Genk (2011-2018). W sezonie 2018/2019 stał się członkiem pierwszego zespołu Genku. 7 grudnia 2019 zaliczył w nim debiut ligowy w wygranym 2:1 wyjazdowym meczu z Cercle Brugge. Z kolei 10 grudnia 2019 wystąpił w meczu Ligi Mistrzów z SSC Napoli (0:4). Stał się tym samym najmłodszym bramkarzem w historii Ligi Mistrzów. Liczył sobie wówczas 17 lat i 287 dni. W sezonie 2020/2021 wywalczył z Genkiem wicemistrzostwo Belgii oraz Puchar Belgii.
| Sezon   | Klub     | Kraj   | Rozgrywki       | Mecze | Gole |
| ------- | -------- | ------ | --------------- | ----- | ---- |
| 2018/19 | KRC Genk | Belgia | Eerste klasse A | 0     | 0    |
| 2019/20 | KRC Genk | Belgia | Eerste klasse A | 4     | 0    |
| 2020/21 | KRC Genk | Belgia | Eerste klasse A | 16    | 0    |

## Kariera reprezentacyjna
Vandevoordt występował w młodzieżowych reprezentacjach Belgii na różnych szczeblach wiekowych: U-16, U-17, U-19 i U-21. W 2018 roku wystąpił z kadrą U-17 na Mistrzostwach Europy U-17 (dotarł z Belgią do półfinału), a w 2019 roku na kolejnych Mistrzostwach Europy U-17 (ćwierćfinał).